# Эротика

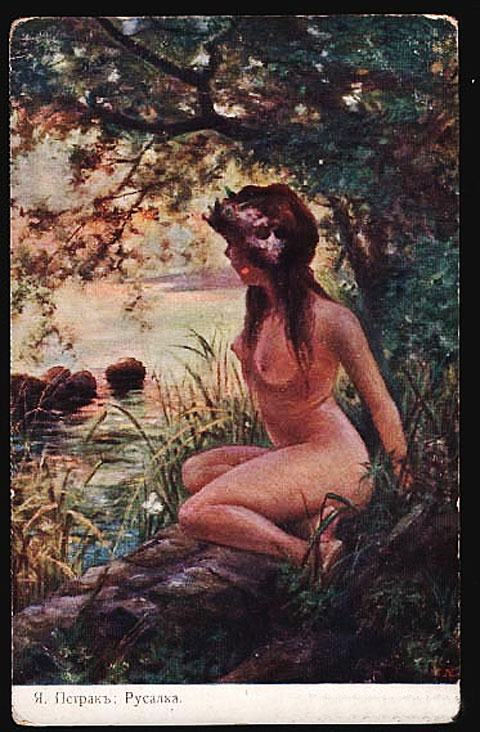
Русалка, Ярослав Пстрак, ранее 1916

Эро́тика (от др.-греч. ἐρωτικός — «эротический, любовный») объединяет в себе то, что так или иначе связано с понятием половой чувственности, половой любви. Сюда включают более узкие аспекты сексуальности, например в искусстве, моде, общении и психологии. Возникновение эротического искусства привело к появлению социального контроля в виде цензуры.

## Отличие от порнографии

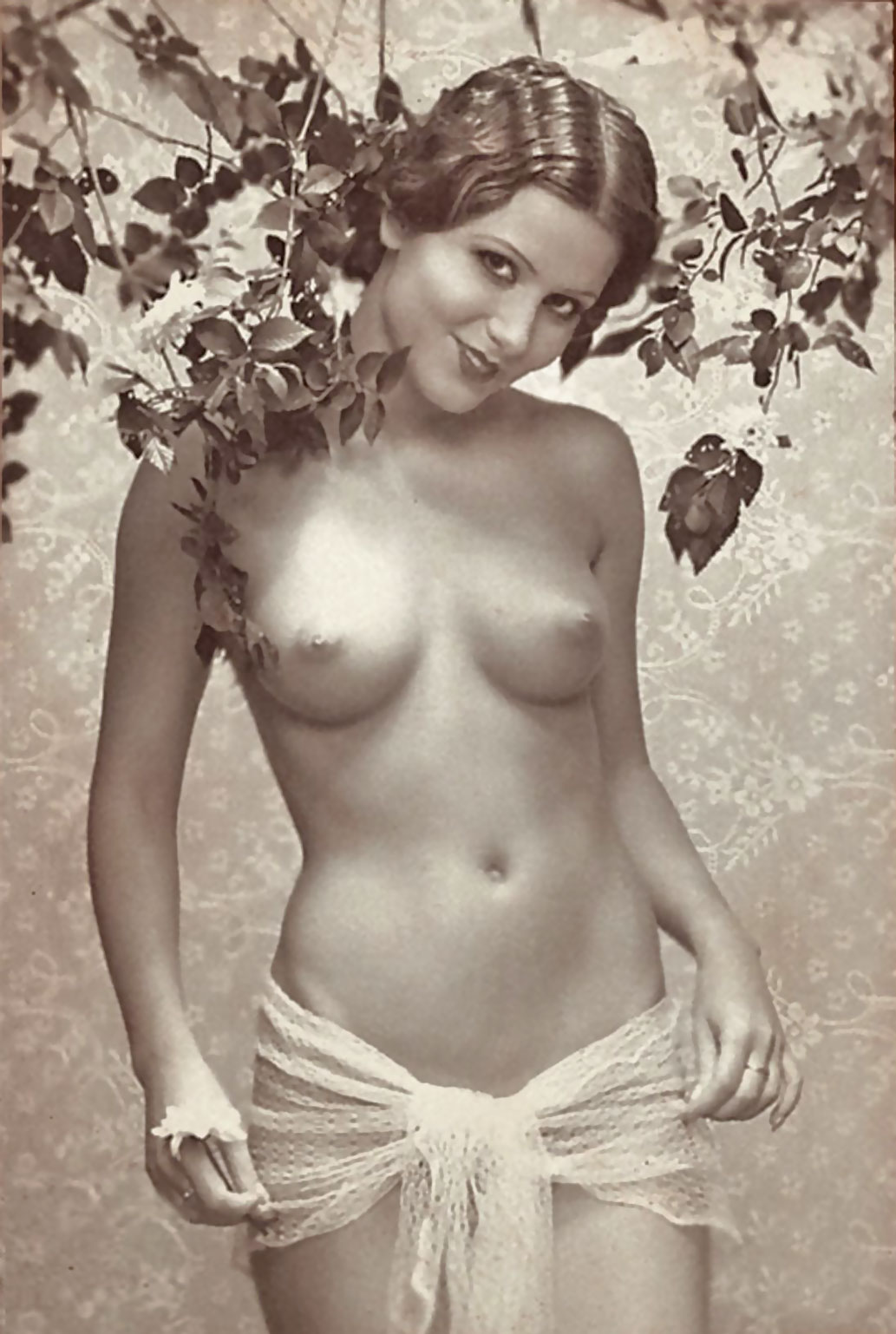
Обнажённая. Эротическое фото, 1920

Проблема соотношения эротики и порнографии была поднята ещё на рубеже новой эры и стала причиной множества споров в мировой культуре.
Американский учёный Кен Байнес (англ. K. Baynes) предложил несколько критериев, отделяющих физические и художественно-эротические проявления сексуальности. В частности, художественной эротике всегда присуща некоторая индивидуальность, в то время как порнография безлична. Помимо этого, публичное восприятие художественной эротики отличается от восприятия порнографии, рассчитанной на приватный характер.
Порнография, в отличие от эротики, заостряет внимание на графическом изображении откровенно сексуальных сцен. Порнография фиксируется на описаниях половых органов и акта. Эротика же подаётся как некое облагороженное явление, как духовное влечение инстинкта продолжения рода.

## Эротика в мировой культуре
Эротическое искусство появилось ещё в глубокой древности. Известны многочисленные произведения древних римлян и греков, несущие, как правило, религиозные и мифологические элементы. К области эротического искусства можно отнести античные скульптуры, поэзию и мозаики. В античной Греции существовал целый пласт эротической поэзии.